# Isabel Pérez-Espinosa
María Isabel Pérez-Espinosa González-Lobón (Gijón, 5 de enero de 1967) es una abogada y política española. Militante del PP, ha sido diputada de la Junta General entre 1991 y 1999. A partir de 1995 fue concejal en el Ayuntamiento de Oviedo hasta 2011, año en el que lidera la lista del PP en las elecciones autonómicas de 2011. Volvería a ser diputada regional hasta enero de 2012.
En marzo de 2012 fue nombrada directora general de la Sociedad Estatal Aguas de las Cuencas del Norte (AcuaNorte) y desde mayo de 2013 es directora de zona de Aguas de las Cuencas de España (Acuaes).

## Vida personal
Estudió en el Colegio la Corolla Liceo la educación obligatoria y en el colegio de la Inmaculada el bachillerato, antes de ingresar en la Universidad de Oviedo, donde se licenció en derecho en 1990. En 1992 ingresó en el Ilustre Colegio de Abogados de Gijón. 
Se divorció dos veces, primero del periodista Íñigo Álvarez Suárez, con quien se casó en 1994 y con quien tuvo su único hijo, Gabino, y posteriormente de su segundo marido, Agustín Iglesias Caunedo.

## Trayectoria política
En 1985 inició su carrera política, al ingresar como afiliada en Nuevas Generaciones de Alianza Popular convirtiéndose posteriormente en presidenta de Nuevas Generaciones de Gijón. En las elecciones autonómicas de 1991 salió elegida por primera vez diputada de la Junta General del Principado de Asturias, ejerciendo de vicepresidenta entre 1991 y 1995, y, más tarde, de secretaria de la Mesa. Sería diputada en las legislaturas III y IV (1991-1999). 
Tras las elecciones municipales de 1995 comenzó su trayectoria como concejal en el Ayuntamiento de Oviedo, donde ostentó el cargo de segundo teniente de alcalde, secretaria de la Junta de Gobierno Local, presidenta del Consejo Escolar Municipal, presidenta del Consejo Local de Empleo y miembro del Consejo Escolar del Principado de Asturias. Sería concejala hasta 2011.
El 24 de septiembre de 2010 fue proclamada por el Partido Popular de Asturias como candidata a la presidencia del Principado de Asturias siendo respaldada por 36 de las 78 juntas locales y por la dirección regional del partido. Esta decisión intentó poner fin a los intentos del exministro asturiano Francisco Álvarez-Cascos de presentarse para ese cargo, primero, y de presentar una candidatura paralela, después. En los meses siguientes surgieron voces discrepantes dentro del seno del propio partido tanto en Asturias como a nivel nacional. No obstante, el 30 de diciembre de 2010 el Comité Electoral Nacional del Partido Popular presidido por Miguel Arias Cañete ratificó la decisión del partido regional y la proclamó candidata al Principado. Finalmente, el 22 de mayo de 2011, la lista que encabezó obtuvo 10 escaños en las elecciones a la Junta General del Principado de Asturias (bajando la mitad respecto a 2007 y siendo el peor resultado de la historia del PP en Asturias), por lo que salió elegida nuevamente diputada de la VIII Legislatura de la Junta General, donde fue la portavoz del Partido Popular. Sin embargo, tras el adelanto electoral y la convocatoria de elecciones al año siguiente, Pérez-Espinosa no repitió como candidata a la presidencia, siendo sustituida por Mercedes Fernández "Cherines".
En marzo de 2012 fue nombrada directora general de la Sociedad Estatal Aguas de las Cuencas del Norte (AcuaNorte). Dicha empres pública se fusiona con otras del mismo ámbito en 2013 y forman Aguas de las Cuencas de España (Acuaes), encargándose Isabel Pérez-Espinosa de la zona 1 de dicha empresa.